# Gräberfeld von Gålrum

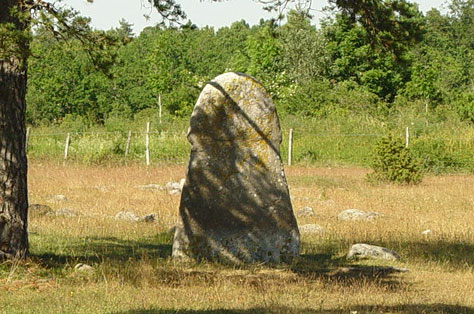
Bildstein aus dem 8. Jahrhundert

Das Gräberfeld von Gålrum liegt an der Straße von Lausbackar nach Norden in der Nähe von Alskog, im Osten der schwedischen Ostseeinsel Gotland. Die über 100 Bodendenkmäler dort bilden zusammen mit weiteren Vorzeitdenkmälern beim benachbarten Ljugarn eine der größten Ansammlungen megalithischer Zeugnisse auf der Insel.
Insgesamt befinden sich auf dem Gräberfeld 122 Monumente, die meist in Gruppen stehen. Hierbei handelt es sich um fünf Rösen, 110 runde Steinsetzungen und acht Schiffssetzungen. Die Großteil des Gräberfeldes, das 385 × 150 m in nordöstlicher-südwestlicher Ausrichtung misst, liegt westlich der Straße. Nur etwa 20 Denkmäler liegen östlich der Straße. Die meisten sind eisenzeitlich, die „Große Röse“ (Digerrojr) mit etwa 4,0 Metern Höhe und 30 Meter Durchmesser ist bronzezeitlich, aber auch an den Schiffssetzungen wurden bronzezeitliche Funde gemacht.
Ansonsten gibt es:
- mit etwa zehn Metern Länge kurze, aber aus großen Findlingen errichtete Schiffssetzungen
- Steinansammlungen von Flachgräbern
- die Gebäudegrundmauern von Visnar Ängar (dt. Visne-Wiesen)[1].

Gräberfeld von Gålrum
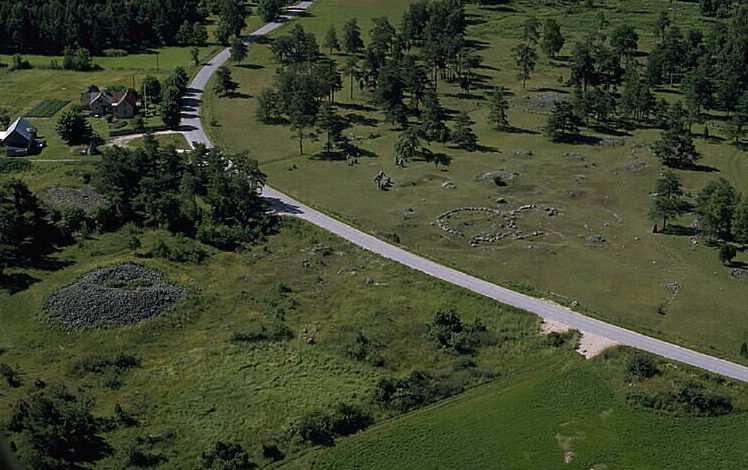
Digerrojr – links
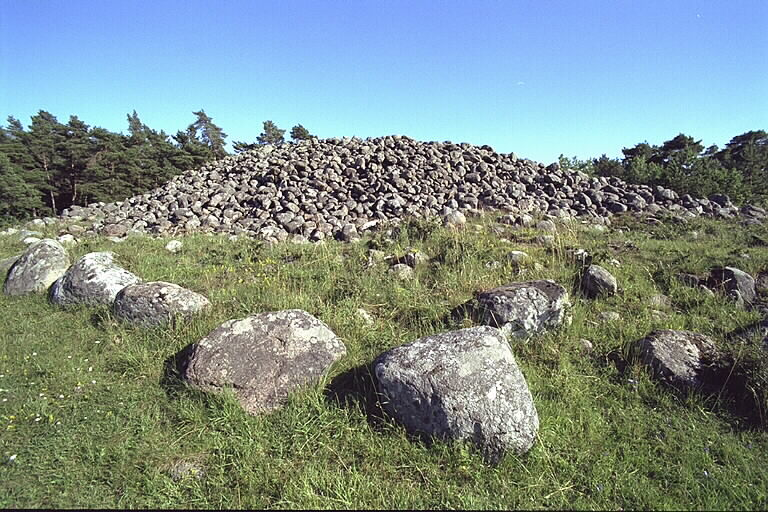
Röse Digerrojr
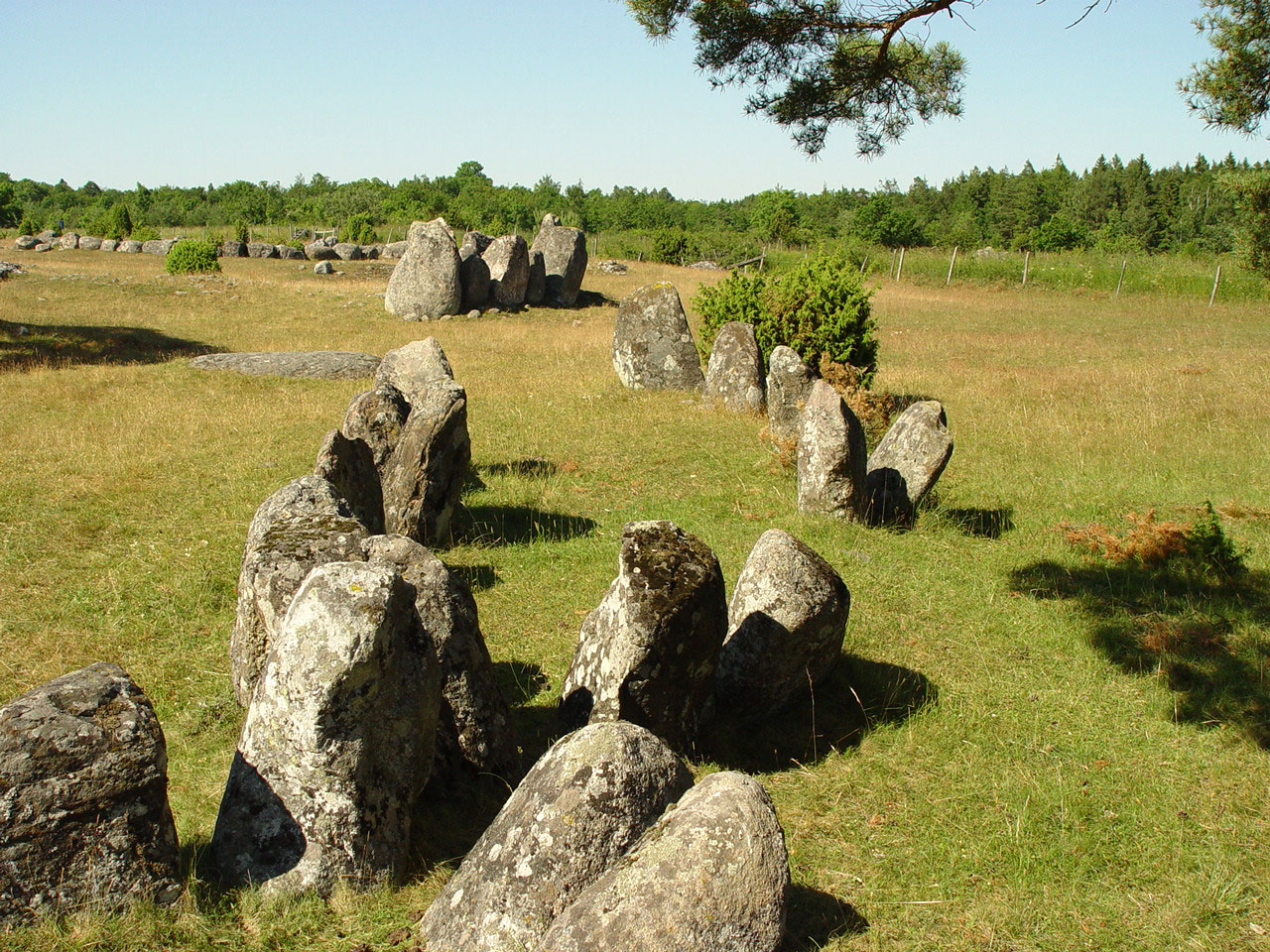
Schiffssetzungen
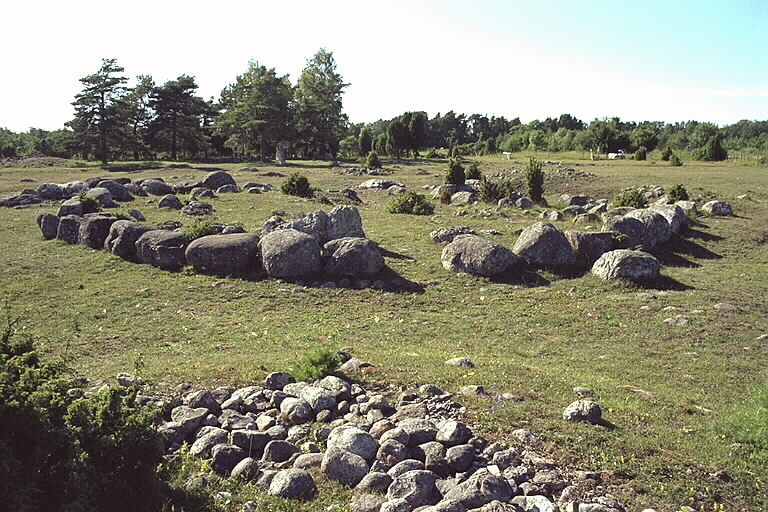
Runde Steinsetzung

Am nordöstlichen Rand des Gräberfelds befindet sich ein von Alskog stammender, hierher versetzter, sehr verwaschener Bildstein (Gotlands runinskrifter 109).
Der Platz wurde von etwa 1500 v. Chr. bis zur Zeitenwende genutzt.